# Productschap Diervoeder
Het Productschap Diervoeder was een Nederlands productschap dat zich richtte op diervoeder. Het productschap werd opgeheven per 1 januari 2015.
Het Productschap Diervoeder had als wettelijke taak het behartigen van de gehele branche en het belang van de Nederlandse samenleving. Onder de activiteiten van deze organisatie vielen onder andere:
- het meepraten over regelgeving in Den Haag en in Brussel
- het doen of uitbesteden van onderzoek
- reclame en voorlichting over diervoeder
- kwaliteit en productveiligheid
- voederwaardering
- arbeid